# Таверівка (селище)
Та́верівка - селище сільського типу у Богодухівській міській громаді Богодухівського району Харківської області України.
- Поштове відділення: Кленівське

## Географія
Селище Таверівка знаходиться біля витоків річки Крисинка. На річці невелика загата. Нижче за течією річки примикають селище Максимівка і село Заозерне. На півночі на відстані 1 км знаходиться село Кленове.

## Історія
Село засноване в 1919 році.
12 червня 2020 року, відповідно до розпорядження Кабінету Міністрів України № 725-р «Про визначення адміністративних центрів та затвердження територій територіальних громад Харківської області», селище увійшло до Богодухівської міської громади.
19 липня 2020 року, в результаті адміністративно-територіальної реформи та ліквідації Богодухівського району (1923—2020), селище увійшло до складу новоутвореного Богодухівського району Харківської області.